# Берестовой, Василий Степанович
Василий Степанович Берестовой (18 июня 1921, Троицкое, Донецкая губерния — 1 мая 1990, Днепропетровск) — старший лейтенант Советской армии, участник Великой Отечественной войны, Герой Советского Союза (1945).

## Биография
Родился 18 июня 1921 года в селе Троицкое (ныне — Попаснянский район Луганской области Украины). Получил среднее образование.
В 1939 году был призван на службу в Рабоче-крестьянской Красной армии. В 1941 году окончил Киевское артиллерийское училище. С начала Великой Отечественной войны на фронте. К февралю 1945 года лейтенант Василий Берестовой командовал огневым взводом 823-го артиллерийского полка 301-й стрелковой дивизии 9-го стрелкового корпуса 5-й ударной армии 1-го Белорусского фронта. Отличился во время форсирования Одера.
3 февраля 1945 года взвод Берестового форсировал Одер в районе населённого пункта Нойбарним в 11 километрах к востоку от города Брицен. Захватив плацдарм, взвод удерживал его до 5 февраля, когда подошло подкрепление, отразив 15 контратак пехотных и танковых немецких подразделений. Когда из четырёх орудий осталось пригодным для стрельбы только одно, Берестовой лично стал вести из него огонь, уничтожив танк противника.
Указом Президиума Верховного Совета СССР от 24 марта 1945 года за «образцовое выполнение боевых заданий командования на фронте борьбы с немецко-фашистским захватчиками и проявленные при этом мужество и героизм» лейтенант Василий Берестовой был удостоен высокого звания Героя Советского Союза с вручением ордена Ленина и медали «Золотая Звезда» за номером 5215.
В 1946 году в звании старшего лейтенанта был уволен в запас. Окончил юридический институт, проживал в Днепропетровске, до выхода на пенсию работал в органах юстиции. Умер 1 мая 1990 года.
Был также награждён орденами Красного Знамени, Отечественной войны 1-й и 2-й степени, а также рядом медалей.